# Cantone di Yzeure
Il Cantone di Yzeure è una divisione amministrativa dell'arrondissement di Moulins.
A seguito della riforma approvata con decreto del 27 febbraio 2014, che ha avuto attuazione dopo le elezioni dipartimentali del 2015, non ha subìto modifiche.

## Composizione
Comprende 6 comuni:
- Aurouër
- Gennetines
- Saint-Ennemond
- Trévol
- Villeneuve-sur-Allier
- Yzeure